# Textilgestalter im Handwerk
Textilgestalter im Handwerk ist ein Ausbildungsberuf im textilen Handwerk, der seit August 2011 die sechs ehemaligen Ausbildungen der Weber, Stricker, Sticker, Klöppler, Filzer und Posamentierer zusammenfasst. 
Die Ausbildung dauert drei Jahre und wird für jede Fachrichtung durch eine eigene Zwischen- und Gesellenprüfung abgeschlossen. Die sechs Fachrichtungen arbeiten in der betrieblichen Ausbildung weiterhin getrennt, es können aber im Rahmen der neuen Ausbildung Werkstätten verschiedener Fachrichtungen kooperieren (Verbundausbildung). In der Weberei ist die Zusatzqualifikation Paramentik aufgenommen worden.
In der Berufsschule werden dagegen die sechs Fachrichtungen weitgehend gemeinsam unterrichtet.